# Letališče Pori
Letališče Pori (IATA: POR; ICAO: EFPO) je letališče na Finskem, ki primarno oskrbuje Pori.
Letališče ima dve asfaltni vzletno-pristajalni pisti, dolžine 2.351 m in 801 m dolžine.